# علی‌بابا پیکچرز
گروه علی‌بابا پیکچرز یک شرکت فیلمسازی چینی زیر مجموعه گروه علی‌بابا است. این شرکت فیلمسازی در ابتدا ChinaVision Media نام داشت، که گروه علی بابا در سال ۲۰۱۴ سهام عمده آن را خریداری کرد. پس از آن، این شرکت از ChinaVision به گروه علی‌بابا پیکچرز تغییر نام داد. تا آوریل سال ۲۰۱۵، این شرکت با ارزش بازار ۸/۷۷ بیلیون دلار بزرگترین شرکت فیلمسازی چین به لحاظ ارزش شد. ارزش این شرکت در ماه ژوئن همان سال به ۹/۶ بیلیون دلار رسید.